# Grand Prix Abú Zabí 2012
Grand Prix Abú Zabí 2012 (oficiálně 2012 Formula 1 Etihad Airways Abu Dhabi Grand Prix) se jela na okruhu Yas Marina, v emirátu Abú Zabí ve Spojených arabských emirátech dne 4. listopadu 2012. Závod byl osmnáctým v pořadí v sezóně 2012 šampionátu Formule 1.

## Kvalifikace
| Poř.                       | No. | Jezdec             | Konstruktér          | Časy v kvalifikaci | Časy v kvalifikaci | Časy v kvalifikaci | Pořadí na startu |
| Poř.                       | No. | Jezdec             | Konstruktér          | Q1                 | Q2                 | Q3                 | Pořadí na startu |
| -------------------------- | --- | ------------------ | -------------------- | ------------------ | ------------------ | ------------------ | ---------------- |
| 1                          | 4   | Lewis Hamilton     | McLaren-Mercedes     | 1:41.497           | 1:40.901           | 1:40.630           | 1                |
| 2                          | 2   | Mark Webber        | Red Bull-Renault     | 1:41.933           | 1:41.277           | 1:40.987           | 2                |
| 3                          | 18  | Pastor Maldonado   | Williams-Renault     | 1:41.981           | 1:41.907           | 1:41.226           | 3                |
| 4                          | 9   | Kimi Räikkönen     | Lotus-Renault        | 1:42.222           | 1:41.532           | 1:41.260           | 4                |
| 5                          | 3   | Jenson Button      | McLaren-Mercedes     | 1:42.342           | 1:41.873           | 1:41.290           | 5                |
| 6                          | 5   | Fernando Alonso    | Ferrari              | 1:41.939           | 1:41.514           | 1:41.582           | 6                |
| 7                          | 8   | Nico Rosberg       | Mercedes             | 1:41.926           | 1:41.698           | 1:41.603           | 7                |
| 8                          | 6   | Felipe Massa       | Ferrari              | 1:41.974           | 1:41.846           | 1:41.723           | 8                |
| 9                          | 10  | Romain Grosjean    | Lotus-Renault        | 1:42.046           | 1:41.620           | 1:41.778           | 9                |
| 10                         | 12  | Nico Hülkenberg    | Force India-Mercedes | 1:42.579           | 1:42.019           |                    | 10               |
| 11                         | 15  | Sergio Pérez       | Sauber-Ferrari       | 1:42.624           | 1:42.084           |                    | 11               |
| 12                         | 11  | Paul di Resta      | Force India-Mercedes | 1:42.572           | 1:42.218           |                    | 12               |
| 13                         | 7   | Michael Schumacher | Mercedes             | 1:42.735           | 1:42.289           |                    | 13               |
| 14                         | 19  | Bruno Senna        | Williams-Renault     | 1:43.298           | 1:42.330           |                    | 14               |
| 15                         | 14  | Kamui Kobajaši     | Sauber-Ferrari       | 1:43.582           | 1:42.606           |                    | 15               |
| 16                         | 16  | Daniel Ricciardo   | Toro Rosso-Ferrari   | 1:43.280           | 1:42.765           |                    | 16               |
| 17                         | 17  | Jean-Éric Vergne   | Toro Rosso-Ferrari   | 1:44.058           |                    |                    | 17               |
| 18                         | 20  | Heikki Kovalainen  | Caterham-Renault     | 1:44.956           |                    |                    | 18               |
| 19                         | 25  | Charles Pic        | Marussia-Cosworth    | 1:45.089           |                    |                    | 19               |
| 20                         | 21  | Vitalij Petrov     | Caterham-Renault     | 1:45.151           |                    |                    | 20               |
| 21                         | 24  | Timo Glock         | Marussia-Cosworth    | 1:45.426           |                    |                    | 21               |
| 22                         | 22  | Pedro de la Rosa   | HRT-Cosworth         | 1:45.766           |                    |                    | 22               |
| 23                         | 23  | Narain Karthikeyan | HRT-Cosworth         | 1:46.382           |                    |                    | 23               |
| EX                         | 1   | Sebastian Vettel   | Red Bull-Renault     | 1:42.160           | 1:41.511           | 1:41.073           | PL               |
| 107% času vítěze: 1:48.601 |     |                    |                      |                    |                    |                    |                  |
| Zdroj:                     |     |                    |                      |                    |                    |                    |                  |

Poznámky
1. ↑  Sebastian Vettel byl vyloučen k kvalifikace za porušení pravidel tím, že neměl dostatek paliva k návratu do boxů. Start mu byl povolen sportovními komisaři. Zároveň musel startovat z boxové uličky, protože jeho auto bylo upraveno v podmínkách Parc Fermé.

## Závod
| Poř.   | No. | Jezdec             | Konstruktér          | Počet kol | Čas/Odstoupení | Pořadí na startu | Body |
| ------ | --- | ------------------ | -------------------- | --------- | -------------- | ---------------- | ---- |
| 1      | 9   | Kimi Räikkönen     | Lotus-Renault        | 55        | 1:45:58.667    | 4                | 25   |
| 2      | 5   | Fernando Alonso    | Ferrari              | 55        | +0.852         | 6                | 18   |
| 3      | 1   | Sebastian Vettel   | Red Bull-Renault     | 55        | +4.163         | PL               | 15   |
| 4      | 3   | Jenson Button      | McLaren-Mercedes     | 55        | +7.787         | 5                | 12   |
| 5      | 18  | Pastor Maldonado   | Williams-Renault     | 55        | +13.007        | 3                | 10   |
| 6      | 14  | Kamui Kobajaši     | Sauber-Ferrari       | 55        | +20.076        | 15               | 8    |
| 7      | 6   | Felipe Massa       | Ferrari              | 55        | +22.896        | 8                | 6    |
| 8      | 19  | Bruno Senna        | Williams-Renault     | 55        | +23.542        | 14               | 4    |
| 9      | 11  | Paul di Resta      | Force India-Mercedes | 55        | +24.160        | 12               | 2    |
| 10     | 16  | Daniel Ricciardo   | Toro Rosso-Ferrari   | 55        | +27.463        | 16               | 1    |
| 11     | 7   | Michael Schumacher | Mercedes             | 55        | +28.075        | 13               |      |
| 12     | 17  | Jean-Éric Vergne   | Toro Rosso-Ferrari   | 55        | +34.906        | 17               |      |
| 13     | 20  | Heikki Kovalainen  | Caterham-Renault     | 55        | +47.764        | 18               |      |
| 14     | 24  | Timo Glock         | Marussia-Cosworth    | 55        | +56.473        | 21               |      |
| 15     | 15  | Sergio Pérez       | Sauber-Ferrari       | 55        | +56.768        | 11               |      |
| 16     | 21  | Vitalij Petrov     | Caterham-Renault     | 55        | +1:04.595      | 20               |      |
| 17     | 22  | Pedro de la Rosa   | HRT-Cosworth         | 55        | +1:11.778      | PL               |      |
| Ret    | 25  | Charles Pic        | Marussia-Cosworth    | 41        | Motor          | 19               |      |
| Ret    | 10  | Romain Grosjean    | Lotus-Renault        | 37        | Kolize         | 9                |      |
| Ret    | 2   | Mark Webber        | Red Bull-Renault     | 37        | Kolize         | 2                |      |
| Ret    | 4   | Lewis Hamilton     | McLaren-Mercedes     | 19        | Tlak paliva    | 1                |      |
| Ret    | 23  | Narain Karthikeyan | HRT-Cosworth         | 7         | Hydraulika     | 23               |      |
| Ret    | 8   | Nico Rosberg       | Mercedes             | 7         | Kolize         | 7                |      |
| Ret    | 12  | Nico Hülkenberg    | Force India-Mercedes | 0         | Kolize         | 10               |      |
| Zdroj: |     |                    |                      |           |                |                  |      |

Poznámky
1. ↑  Pedro de la Rosa musel kvůli poškození ze zaváděcího kola startovat z boxové uličky.

## Průběžné pořadí po závodě
- Tučně jsou vyznačeni jezdci a týmy se šancí získat titul v Poháru jezdců nebo konstruktérů.

Pohár jezdců
|  | Pořadí | Jezdec           | Body |
|  | ------ | ---------------- | ---- |
|  | 1      | Sebastian Vettel | 255  |
|  | 2      | Fernando Alonso  | 245  |
|  | 3      | Kimi Räikkönen   | 198  |
|  | 4      | Mark Webber      | 167  |
|  | 5      | Lewis Hamilton   | 165  |

Pohár konstruktérů
|  | Pořadí | Konstruktér      | Body |
|  | ------ | ---------------- | ---- |
|  | 1      | Red Bull-Renault | 422  |
|  | 2      | Ferrari          | 340  |
|  | 3      | McLaren-Mercedes | 318  |
|  | 4      | Lotus-Renault    | 288  |
|  | 5      | Mercedes         | 136  |